# Kulubi
Kulubi – miasto w Etiopii, w regionie Oromia. W 2010 liczyło 5 366 mieszkańców.